# Francisco Feuillassier
Francisco Feuillassier Abalo (Mar del Plata, 1998. május 12. –), ismert nevén Franchu, argentin labdarúgó, a Karmiótisza játékosa.

## Pályafutása
Mar del Platán született 2009 márciusában, tízévesen, a Cadetes de San Martíntól került a Real Madrid akadémiájára. 2011-ben a Rayo Vallecano akadémiájára került, 2016 júliusában újra csatlakozott a Real Madridhoz.
2016. szeptember 3-án debütált a Real Madrid Castillában, a gólszerző Sergio Díaz cseréjeként lépett pályára az SD Amorebieta ellen 3-2-re megnyert hazai mérkőzésen.
2017. október 26-án debütált a Real Madrid első csapatában, Achraf Hakimit csereként váltva a Fuenlabrada elleni 2-0-ás idegenbeli siker alkalmával, a Spanyol Kupában. A visszavágón kezdőként 60 percet játszott a Santiago Bernabéu Stadionban. 2018. április 7-én megszerezte első élvonalbeli góljait, a CCD Cerceda ellen.
2020. szeptember 8-án a 2020-2021-es szezonra kölcsönbe került a spanyol másodosztályban szereplő Fuenlabrada csapatához. Szeptember 13-án debütált, Mikel Iribast csereként váltotta a CD Lugo ellen 2-0-ra megnyert meccsen. Október 17-én megszerezte első gólját a klub színeiben, az Cartagena elleni 1-1-es döntetlennel végződő mérkőzésen.
2021. július 9-én szabad igazolhatóként csatlakozott a spanyol másodosztályú Eibarhoz. 2021. július 28-án több játéklehetőség reményében egy évre kölcsönadták a Cartagena csapatának. 
2023. szeptember 8-án Franchu szabadon igazolhatóként csatlakozott a Diósgyőrhöz.  2025. január 19-én a klub szerződést bontott vele. Február 10-én aláírt a ciprusi Karmiótisza Polemidión csapatához.

## Magánélet
Franchu idősebb testvére, Santiago szintén labdarúgó. Középpályás poszton játszik, jelenleg a Völsungur játékosa, korábban játszott a Real Madridban és a Rayo Vallecanoban is.